# Скала (гміна)
Гміна Скала (пол. Gmina Skała) — місько-сільська гміна у південній Польщі. Належить до Краківського повіту Малопольського воєводства.
Станом на 31 грудня 2011 у гміні проживало 10163 особи.

## Площа
Згідно з даними за 2007 рік площа гміни становила 74.30 км², у тому числі:
- орні землі: 71.00%
- ліси: 21.00%

Таким чином, площа гміни становить 6.04% площі повіту.

## Населення
Станом на 31 грудня 2011:
| Опис     | Загалом | Загалом | Чоловіки | Чоловіки | Жінки | Жінки |
| -------- | ------- | ------- | -------- | -------- | ----- | ----- |
| одиниця  | осіб    | %       | осіб     | %        | осіб  | %     |
| все      | 10163   | 100     | 5105     | 50.23    | 5058  | 49.77 |
| міське   | 3753    | 100     | 1832     | 48.81    | 1921  | 51.19 |
| сільське | 6410    | 100     | 3273     | 51.06    | 3137  | 48.94 |

## Сусідні гміни
Гміна Скала межує з такими гмінами: Велька Весь, Ґолча, Єжмановіце-Пшеґіня, Зельонкі, Івановіце, Сулошова, Тшицьонж.